# Mansfield Park (film)
Mansfield Park är en brittisk dramafilm från 1999 i regi av Patricia Rozema. Filmen är baserad på Jane Austens roman med samma namn publicerad 1814.

## Handling
Fanny Price överges av sin familj vid 10 års ålder och får växa upp hos sina rika släktingar Bertrams, på gården Mansfield Park.
Fanny är egensinnig, intelligent och skriver spännande berättelser. Hon finner en vän i Edmund Bertram, medan alla de andra behandlar henne som om hon var mindre värd.
När Fanny är i artonårsåldern anländer syskonen Henry och Mary Crawford till Mansfield Park och vänder upp och ned på det mesta.

## Rollista i urval
- Frances O'Connor - Fanny Price
- Harold Pinter - Sir Thomas Bertram
- Lindsay Duncan - Lady Bertram / fru Price
- James Purefoy - Tom Bertram
- Jonny Lee Miller - Edmund Bertram
- Victoria Hamilton - Maria Bertram
- Justine Waddell - Julia Bertram
- Embeth Davidtz - Mary Crawford
- Alessandro Nivola - Henry Crawford
- Hugh Bonneville - Mr Rushworth
- Sheila Gish - Mrs Norris
- Hilton McRae - Mr Price
- Sophia Myles - Susan Price
- Anna Popplewell - Betsey
- Hannah Taylor-Gordon - Fanny som barn